# للچیتسی
للچیتسی (به لاتین: Lelchytsy) یک منطقهٔ مسکونی در بلاروس است که در Lyelchytsy District واقع شده‌است.